# Сустье-Конец
Сустье-Конец — деревня в Любанском городском поселении Тосненского района Ленинградской области.

## История
Впервые упоминается в Писцовой книге Водской пятины 1500 года как деревня Конец Сусье на Тигоде в Ильинском Тигодском погосте Новгородского уезда.
В переписи 1710 года в Ильинском Тигодском погосте записаны деревня и усадище Сустье помещика Воронина.

СУСТЬЕ-КОНЕЦ — деревня Концовского сельского общества, прихода села Коровьего-Ручья.

Дворов крестьянских — 20. Строений — 78, в том числе жилых — 28. 

Число жителей по семейным спискам 1879 г.: 82 м. п., 69 ж. п.; по приходским сведениям 1879 г.: 66 м. п., 64 ж. п. (1884 год)

В конце XIX — начале XX века деревня административно относилась к Любанской волости 1-го стана 1-го земского участка Новгородского уезда Новгородской губернии.

СУСТЬЕ-КОНЕЦ — посёлок Сустье-Конецкого сельского общества, дворов — 9, жилых домов — 13, число жителей: 23 м. п., 25 ж. п. 

Занятия жителей — земледелие, лесные промыслы.

СУСТЬЕ-КОНЕЦ — деревня Сустье-Конецкого сельского общества, дворов — 35, жилых домов — 38, число жителей: 128 м. п., 98 ж. п. 

Занятия жителей — земледелие, лесные промыслы, сбор коры. Часовня, хлебозапасный магазин, мелочная лавка.

СУСТЬЕ-КОНЕЦ — усадьба, дворов — 1, жилых домов — 1, число жителей: 3 м. п., 2 ж. п. 

Занятия жителей — земледелие, торговля. (1907 год)

Согласно военно-топографической карте Петроградской и Новгородской губерний издания 1917 года деревня называлась Сустья Конец и состояла из 18 крестьянских дворов, смежно с ней располагались деревни: Сустья Полянка — 20 дворов и Сустья Заречье — 2 двора.
С 1917 по 1927 год деревня Сустье-Конец входила в состав Любанской волости Новгородского уезда Новгородской губернии.
С 1927 года в составе Коркинского сельсовета Любанского района Ленинградской области.
С 1928 года в составе Хоченского сельсовета.
С 1930 года в составе Тосненского района.
По данным 1933 года деревня называлась Сустье Конец и входила в состав Хоченского сельсовета Тосненского района.

План деревни Сустье-Конец. 1937 год

Согласно топографической карте 1937 года деревня Сустье Конец насчитывала 41 двор, смежная с ней деревня Сустье Полянка насчитывала 47 дворов, в ней находилась школа.
С 1 сентября 1941 года по 31 декабря 1943 года деревня находилась в оккупации.
В 1965 году население деревни Сустье-Конец составляло 314 человек.
По данным 1966 и 1973 годов деревня Сустье-Конец также находилась в составе Хоченского сельсовета.
По данным 1990 года деревня Сустье-Конец находилась в составе Сельцовского сельсовета.
В 1997 году в деревне Сустье-Конец Сельцовской волости проживали 49 человек, в 2002 году — 51 человек (русские — 80 %).
В 2007 году в деревне Сустье-Конец Любанского ГП — 47 человек.

## География
Деревня расположена в восточной части района на автодороге 41К-839 (подъезд к дер. Сустье-Конец), к югу от центра поселения — города Любань на реке Тигода.
Расстояние до административного центра поселения — 12 км.
Расстояние до ближайшей железнодорожной станции Любань — 10 км.

## Демография
| 2007 | 2010 | 2017 |
| ---- | ---- | ---- |
| 47   | ↘37  | →37  |